# 連音
連音（れんおん、英語: sandhi）とは、複数の文字・単語が連続するときにその組み合わせによって発音が元の発音と変化する現象をあらわす音韻論上の用語。

## 概要
もともとサンスクリットの用語で、連声（れんじょう）ともいう。単語境界においておこる連音を外連声 (external sandhi)、単語内の形態素間でおこる連音を内連声 (internal sandhi) と呼ぶ。
連音はヒアートゥス（母音連続）を避けるための母音省略・縮約・音挿入、隣接する子音の同化など、幅広い現象を含む。
連音変化には義務的なものと、変化してもしなくてもよいものとがある。また、正書法上では連音を表記しないことも多い。

## 各言語の連音
日本語における連音には、連濁・連声・音便などがある。
英語の連音は「リンキング」（linking）と総称され、Rリンキングなど様々なものがある。不定冠詞が後続する語によって a/an のように変化するのも連音である。日本語話者の間では慣習的にフランス語表現を用いて「リエゾン」とも呼ばれてきた。
フランス語の連音にはリエゾン (liaison)・アンシェヌマン (enchaînement)・エリジオン (élision) などがある。他の言語の類似の連音現象に対してもリエゾンと呼ぶことがある。
朝鮮語（韓国語）にも連音があり、日本では慣習的に「連音化」「リエゾン」などとも総称される。
中国語などの声調言語では、ある形態素が多音節語の一部として使われると声調が変化することがある。この現象を連続変調 (tone sandhi) と呼ぶ。